# Boulevard périphérique

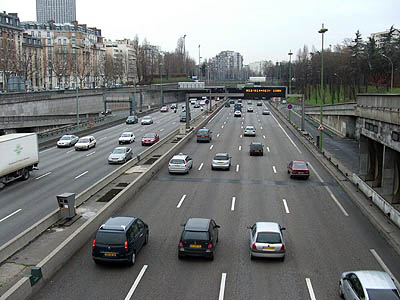
Boulevard périphérique

Boulevard périphérique (česky obvodový bulvár) je městský okruh kolem Paříže. Zkráceně se nazývá též Périphérique. Rozlišuje se na Boulevard périphérique intérieur – vnitřní obvodový bulvár (jízdní pruhy ve směru hodinových ručiček) a Boulevard périphérique extérieur – vnější obvodový bulvár (jízdní pruhy proti směru hodinových ručiček). Byl postupně vystavěn v letech 1954–1973, čímž se zabývá část dokumentu Dálnice lámající rekordy.
Jeho celková délka činí 35 kilometrů a zastavěná plocha je 1,38 km2. Na dvou místech překračuje Seinu (přes mosty Pont aval a Pont amont). Přemostění seřaďovacího nádraží si vyžádalo postavit Massénův most, nejdelší v celé Paříži (492 metrů). V průměru bylo postaveno kolem 10 mostů nebo tunelů ročně, což je rekord, který dopravní stavitelství zatím nepřekonalo.
V roce 2002 činil denní provoz 1,1 až 1,2 miliónu vozidel, z čehož bylo 89 % osobních automobilů, 7 % nákladních automobilů a 4 % motocyklů. Okolo roku 2020 to bylo již přes 500 miliónů vozidel ročně, tedy v průměru skoro 1,4 miliónu denně (nejvíce v Evropě). Périphérique má místy až osm jízdních pruhů v obou směrech, přesto je během dopravní špičky pravidelně přetížen. 
Na tento obchvat jsou napojeny všechny dálnice vedoucí do hlavního města, což jsou skoro všechny hlavní francouzské dálnice. A1 vede z Lille, A4 z Remeše a Štrasburku, A5 z Dijonu, A6 z Lyonu, A77 z Nevers, A10 z Orléans, A13 z Rouenu a A16 z Amiens. Každá hlavní křižovatka nese označení podle bývalé brány (Porte), která byla součástí starých hradeb. Périphérique obepíná celé hlavní město a v podstatě kopíruje hranici města. Výjimku tvoří pouze Vincenneský lesík na jihovýchodě a Boulogneský lesík na jihozápadě, které sice leží až za ním, ale jsou administrativně součástí Paříže. Až na několik výjimek samotný Périphérique neleží na území Paříže.

## Historie
Na místě dnešního silničního okruhu vznikla v 1. polovině 19. století tzv. Zone non aedificandi, která byla součástí nového městského opevnění obepínající území, na kterém se rozkládá dnešní Paříž. Na konci 19. století si v této zóně vybudovala městská chudina nozouvá přístřeší. Po odstranění hradeb po roce 1919 se plánovalo vybudovat ze zóny zelený pás kolem města, avšak k tomu nedošlo. Nakonec bylo volné prostranství využito k postavení městského okruhu. 
Výstavba započala v roce 1954 a 35 km dlouhý okruh byl definitivně dokončen po opakovaném odkladu 25. dubna 1973. Okruh byl vybudován převážně na povrchu, pouze v místech, kde protíná městské parky Vincenneský a Boulogneský lesík, byl zahlouben do podzemí. Rovněž v místech, kde jsou obytné oblasti příliš blízko, vede v tunelech. Protože na dvou místech překračuje řeku Seinu, byly postaveny mosty Pont aval (1964–1968) a Pont amont (1967–1969). Obchvat kopíruje hranici Paříže a odděluje tak město od předměstí, které tvoří souvislou zástavbu.

## Výjimky zobvyklých pravidel

Silniční značení

Schéma městského obchvatu s vyznačením bran

Boulevard périphérique má sice zpravidla osm jízdních pruhů, ovšem z hlediska klasifikace je to běžná okresní silnice (route départementale), navíc nejvyšší povolená rychlost je zde jen 80 km/h (na obvyklých okresních silnicích je to přitom 90 km/h a dálnicích 130 km/h). Ovšem reálná průměrná rychlost činí ve všední dny pouhých 43 km/h.
Další výjimkou je pravidlo, že automobily vjíždějící na okruh po připojovacích pruzích, mají přednost před těmi, kteří na obchvatu jedou. Řidiči jedoucí v pravém pruhu proto musejí neustále brzdit, dávat přednost a dodržovat pravidlo zipu. Toto opatření má tři hlavní důvody. Jednak je to již dlouholetá zavedená praxe, dále jsou z důvodu nedostatku prostoru připojovací pruhy velmi krátké a rovněž se tím zajistí větší plynulost dopravy. Na silnicích, které se na Périphérique napojují, nevznikají zácpy a na samotném obchvatu zůstává provoz v pohybu.